# Garry Johnson
Garry Dene Johnson, KCB, OBE, MC (* 20. September 1937) ist ein ehemaliger britischer Offizier der British Army, der zuletzt als General zwischen 1992 und 1994 letzter Oberkommandierender der Alliierten Streitkräfte der NATO in Nordeuropa AFNORTH (Allied Forces Northern Europe) war.

## Leben
Garry Dene Johnson absolvierte nach dem Schulbesuch eine Offiziersausbildung im Rahmen des Wehrdienstes (National Service) und wurde nach deren Abschluss am 9. Juni 1956 als Leutnant (Second Lieutenant) des Leichten Infanterieregiments 10th Princess Mary’s Own Gurkha Rifles in die British Army übernommen. Am 20. September 1958 erfolgte seine Beförderung zum Oberleutnant (Lieutenant). Für seinen Einsatz am 28. August 1965 als Hauptmann (Captain) und Chef einer Kompanie der 10th Princess Mary’s Own Gurkha Rifles während der sogenannten „Malayan Emergency“ in der Föderation Malaya wurde ihm das Military Cross verliehen. Danach wechselte er als Major zum Infanterieregiment Royal Green Jackets und wurde am 12. Juni 1971 Member des Order of the British Empire (MBE). Für seine Verdienste während des Nordirlandkonfliktes während der Zeit vom 1. August bis zum 31. August 1977 wurde er als Oberstleutnant (Lieutenant Colonel) der Royal Green Jackets wurde ihm am 21. März 1978 auch das Offizierskreuz des Order of the British Empire verliehen.
Im Oktober 1980 wurde Johnson als Brigadier Kommandeur (Commanding Officer) der 11. Panzerbrigade (11th Armoured Brigade) und verblieb bis Dezember 1982 auf diesem Posten. Nach einer weiteren Verwendung war er zwischen Dezember 1983 und Dezember 1984 Assistierender Chef des Stabes für Operationen der Artilleriedivision. Danach übernahm er im Januar 1985 den Posten als Assistierender Chef des Verteidigungsstabes für Einsätze (Assistant Chief of the Defence Staff, Commitments), den er bis Juli 1987 innehatte. Als Nachfolger von Generalmajor Ronald William Lorne McAlister wurde er am 23. Februar 1985 zudem Ehrenoberst der 10th Princess Mary’s Own Gurkha Rifles. Danach löste er am 14. August 1987 Generalmajor Anthony Boam als Kommandeur der britischen Streitkräfte in Hongkong (Commander of British Forces in Hong Kong) und bekleidete diese Funktion bis August 1989, woraufhin Generalmajor Peter Duffell seine Nachfolge antrat. Als solcher fungierte er zusätzlich als Major-General der Brigade of Gurkhas.
Am 30. September 1989 wurde Garry Johnson Kommandeur für Ausbildung und Bewaffnung (Commander Training and Arms Directors) und verblieb auf diesem Posten bis März 1992. Zugleich wurde er am 30. September 1989 zum Generalleutnant (Lieutenant-General) befördert, wobei diese Beförderung auf den 12. April 1989 zurückdatiert wurde. Am 30. Dezember 1989 wurde er zum Knight Commander des Order of the Bath (KCB) geschlagen und führte seither das Prädikat „Sir“.
Zuletzt wurde Johnson am 14. April 1992 Nachfolger von General Patrick Palmer als Oberkommandierender der Alliierten Streitkräfte der NATO in Nordeuropa AFNORTH (Allied Forces Northern Europe) und verblieb auf diesem Posten bis zu dessen Auflösung im Juli 1994. Zugleich wurde ihm am 14. April 1994 zunächst der kommissarische Dienstgrad eines Generals verliehen. Am 29. Oktober 1994 schied er aus dem aktiven Militärdienst aus und trat als General in den Ruhestand.